# Родинка, Сергей Лаврентьевич
Сергей Лаврентьевич Родинка (1916—1977) — Гвардии майор Рабоче-крестьянской Красной Армии, участник Великой Отечественной войны, Герой Советского Союза (1944).

## Биография
Сергей Родинка родился 25 сентября 1916 года в деревне Варваровка (ныне — Карловский район Полтавской области Украины). После окончания неполной средней школы окончил два курса сельскохозяйственного техникума, работал агрономом в колхозе.
В 1938 году Родинка был призван на службу в Рабоче-крестьянскую Красную Армию. В 1941 году он окончил Батайскую военную авиационную школу пилотов, по окончании работал инструктором в Ейском военном училище.
С октября 1942 года — на фронтах Великой Отечественной войны.
К середине мая 1944 года гвардии старший лейтенант Сергей Родинка командовал эскадрильей 93-го гвардейского штурмового авиаполка 5-й гвардейской штурмовой авиадивизии 17-й воздушной армии 3-го Украинского фронта. К тому времени он совершил 119 боевых вылетов на штурмовку скоплений боевой техники и живой силы противника, нанеся ему большие потери, в воздушных боях сбил 4 вражеских самолёта.
Указом Президиума Верховного Совета СССР от 2 августа 1944 года за «образцовое выполнение боевых заданий командования по уничтожению живой силы и техники противника и проявленные при этом мужество и героизм» гвардии старший лейтенант Сергей Родинка был удостоен высокого звания Героя Советского Союза с вручением ордена Ленина и медали «Золотая Звезда» за номером 4293.
После окончания войны в звании майора Родинка был уволен в запас. Жил и работал в Москве, сотрудник одного из проектных институтов. Умер 25 апреля 1977 года, похоронен на Кунцевском кладбище Москвы.
Был также награждён тремя орденами Красного Знамени, орденами Александра Невского и Отечественной войны 2-й степени, рядом медалей.